# Fritz Neumeyer
Fritz Neumeyer né le 2 juillet 1900 à Sarrebruck mort le 16 janvier 1983 à Fribourg-en-Brisgau est un claveciniste allemand.

## Carrière
Il fait des études musicales de 1921 à 1924 à l'Université de Cologne et à l'Université de Berlin puis travaille avec Franz Bölsche et Alexander von Fielitz. De 1924 à 1927 il est chef d'orchestre au théâtre de Sarrebruck puis dès 1935 il joue de la musique de chambre en trio avec le flûtiste Gustav Scheck et le violoncelliste-gambiste August Wenzinger jusqu'en 1962. Il enseigne à la Hochschule de Berlin (1939-1944). En 1968 il fonde un duo de claviers avec Rolf Junghanns. Il composa des lieder et de la musique de chambre.Parmi ses élèves figure Gudula Kremers.

## Source
- Alain Pâris, Dictionnaire des interprètes, Bouquins/Laffont, 1990, p. 645.